# 前301年
| 千纪： | 前1千纪 |
| 世纪： | 前5世纪 \| 前4世纪 \| 前3世纪 |
| 年代： | 前330年代 \| 前320年代 \| 前310年代 \| 前300年代 \| 前290年代 \| 前280年代 \| 前270年代                                                                               |
| 年份： | 前306年 \| 前305年 \| 前304年 \| 前303年 \| 前302年 \| 前301年 \| 前300年 \| 前299年 \| 前298年 \| 前297年 \| 前296年                                                 |
| 纪年： | 周赧王十四年 魯後文公二年 齊宣王十九年 趙武靈王二十五年 魏襄王十八年 韓襄王十一年 秦昭襄王六年 楚懷王二十八年 宋康王二十八年 衛嗣君三十四年 燕昭王十三年 中山王𧊒九年 |

## 大事記
- 伊普蘇斯戰役，塞琉古一世與利西馬科斯戰勝了安提柯一世。
- 托勒密一世占领叙利亚南部
- 秦取韓穰。
- 秦寧煇叛秦，司馬錯誅之。
- 垂沙之戰，秦庶長奐會合韓、魏、齊伐楚，敗楚於重丘，殺楚將唐昧，唐眛部將莊蹻率領軍隊叛變並引發人民起事，起事隊伍一度攻下楚國都城郢，將楚國的統治區域分割成幾塊。
- 趙武靈王伐中山國，中山王奔齊。
- 齊宣王卒，子齊湣王地立。

## 逝世
- 齐宣王
- 安提柯一世，戰死於伊普蘇斯戰役
- 唐眛，战国时期楚国将领，于前301年的垂沙之战战败身亡。